# Slaget vid Dösjebro
Slaget vid Dösjebro eller Slaget vid Dösjöbro, eller Slaget vid Dysie bro var ett fältslag som ägde rum vid Dösjebro i Skåne år 1181. Efter Absalons tillträde som ärkebiskop över Skånelandskapen och hans infördande att bönderna skulle betala tionde till biskopssätet, växte missnöjet bland bönderna. När Absalon 1181 landsteg med en här vid Helsingborg för att betvinga bönderna gick budkavlen mellan de halländska och skånska bönderna och en stor bondehär samlades. Vid Dösjebro (dåvarande Dysie bro över Saxån) mötte de Absalons här i öppen strid. Enligt Saxo var striden jämn och utgången oviss ända tills Absalons ryttare hittade ett vadställe och kunde angripa bönderna bakifrån. Det har beräknats att omkring 1000 bönder stupade. 
Några dagar senare mötte Absalon ånyo en bondehär vid Getinge bro (öster om Gårdstånga vid Kävlingeån, finns ej längre). Bondehären hade barrikaderat sig vid bron men då ryttarna ånyo hittade ett vadställe gav bondehären upp.